# Santa Úrsula del Milà
Santa Úrsula del Milà és l'església parroquial del Milà (Alt Camp) sota l'advocació de santa Úrsula de Colònia. L'edifici va ser construït de nou l'any 1919 i està protegit com a bé cultural d'interès local. La parròquia està adscrita a l'arxiprestat de l'Alt Camp de l'arquebisbat de Tarragona. Aquesta església va edificar-se a inicis del segle xx, després que un cicló enderroqués l'anterior, de la qual encara es poden veure les restes al costat. Va ser restaurada després de l'acabament de la Guerra Civil de 1936-39.

## Arquitectura
És un edifici neogòtic d'una sola nau amb quatre trams i capelles laterals. Els suports són pilars i els arcs són apuntats. La volta és de creueria. La façana és simètrica, llevat de la torre que s'aixeca a la banda esquerra. Està formada per un cos central, més elevat, i dos laterals acabats en línia recta. La porta, centrada, és d'arc apuntat i està formada per cinc arquivoltes que emmarquen un timpà llis. A la part superior hi ha una obertura circular amb cinc lòbuls. La façana té un acabament esglaonat decorat amb pinacles d'inspiració gòtica. La coberta és de teula, a dues vessants. Els materials emprats són la pedra i el maó.